# William Rankins
William Rankins (* 1565; † 1609 oder 1610) war ein englischer Autor. Er wurde in Francis Meres’ Palladis Tamia von 1598 als einer der drei führenden zeitgenössischen Satiriker beschrieben; neben Joseph Hall und John Marston.

## Leben
Rankins wurde am 24. November 1565 getauft und man kann davon ausgehen, dass er in jenem Jahr auch geboren wurde. Er war der ältere Sohn von Henry Rankyn, 1587 Vorsitzender der Barber–Surgeons’ Company war, und Mary Robynson. Das Testament des Vaters aus dem Jahr 1597 begünstigte seinen jüngeren Bruder Henry.
Rankins hatte den Ruf eines professionellen Schriftstellers.
Während zwar sein gegen das Theater gerichtetes Werk „Mirrour …“ von 1587 ihn offenbar mit der stets ähnlich lautenden puritanischen Kritik verbündete, war er jedoch zuvor und auch danach in irgendeiner Weise positiv mit dem Theater befasst. Es wurde vermutet, dass er sich bei dieser Streitschrift lediglich verstellte und als Lohnschreiber von der generell theaterfeindlichen City of London Corporation für das Pamphlet bezahlt wurde.
Rankins starb 1609, womöglich auch erst im Jahr darauf.

## Werke
- Mirrour of Monsters, wherein is plainly described the manifold vices and spotted enormities that are caused by the infectious sight of Playes (deutsch: „Spiegel der Ungeheuer, in dem die vielfältigen Laster und entdeckten Ungeheuerlichkeiten, die durch den ansteckenden Anblick von Schauspiel verursacht werden, klar beschrieben werden“), London 1587; eine wilder Angriff auf das Theater, in der Art Stephen Gossons, John Northbrookes und Philip Stubbs’. Ebenso wie John Field, John Norden und George Whetstone, zog er gegen Sonntagsaufführungen zu Felde.[4] Es mag eine literarische Übung in einem etablierten Genre gewesen sein, jedenfalls war Rankins innerhalb weniger Jahre darauf selbst Dramatiker.[2] Die Arbeit ist sinnbildlich, wozu er eine dämonische Parodie einer Hochzeits-Masque nutzte.[5]
- Mulmutius Dunwallow, ein Stück, welches 1598 von Philip Henslowe erworben wurde; vermutlich eine Bühnenbearbeitung über das Lebens des walisischen Königs  Dyfnwal Moelmud, möglicherweise aus den Quellen Historia Regum Britanniae und Holinshed's Chronicles.[6]
- Hannibal and Scipio, ebenfalls ein Stück, was für Henslowe geschrieben wurde und auf Titus Livius aufbaut; Co-Autor war Richard Hathwaye.  Dieses Autorengespann produzierte ca. 1600 eine Komödie und The Conquest of Spain by John of Gaunt. Keines dieser Stücke ist bis in die heutige Zeit erhalten geblieben.[6]
- Zwei Werke, die dem englischen Politiker Sir Christopher Hatton (1540–1591) gewidmet wurden, sind: The English Ape, the Italian imitation, the Foote-steppes of Fraunce. Wherein is explained the wilfull blindnesse of subtill mischiefe, the striuing for Starres, the catching of Mooneshine, and the Secrete Sounde of many hollowe heartes von 1588[7], welche sich gegen die Imitation fremdländischer Moden richtete und My Roughcast Conceit of Hell.
- Gewidmet John Salisbury (oder Salusbury) of Lleweni: Seaven Satyres applyed to the weeke, including the worlds ridiculous follyes. True felicity described in the Phœnix. Maulgre. Whereunto is annexed the wandring Satyre (1598), Verleger Edward Allde, ein religiöses Gedicht mit sieben Satiren, in siebenzeiligen Stanzen.

Vor John Bodenhams Belvedere, or the Garden of the Muses von 1600 stehen drei siebenzeilige Strophen von Rankins mit dem Titel „A Sonnet to the Muse’s Garden“; ebenso trug er, wenn auch anonym, zur Thomas Middletons Anthologie Plato’s Cap Cast at the Year 1604 von 1604 bei.